# Barleria lanceolata
Barleria lanceolata es una especie de planta floral del género Barleria, familia Acanthaceae.
Es nativa de Botsuana y Namibia.

## Descripción
Se trata de un arbusto espinoso que puede llegar a crecer 15–100 centímetros de altura, con semillas de 10–14 mm de largo. Los tallos jóvenes de esta especie son pálidos y poseen pocos tricomas (pelos) glandulares. Tiene hojas obovadas de 1,3 a 4,7 × 0,4 a 1,9 centímetros; ápice agudo y pecíolo de 9 mm de largo.